# 瓦胡卡島
瓦胡卡島（Ua Huka）是法屬波利尼西亞的島嶼，屬於馬克薩斯群島的一部分，位於努庫希瓦島以東42公里的太平洋海域，由同名市镇管辖，長14.5公里、寬9.5公里，面積83.4平方公里，最高點海拔高度857米，2022年人口719。